# Relleu
Relleu ou Relleu de la Marina é um município da Espanha na província de Alicante, Comunidade Valenciana. Tem 76,87 km² de área e em 2021 tinha 1 173 habitantes (densidade: 15,3 hab./km²).

## Demografia
| Variação demográfica do município entre 1991 e 2004 | Variação demográfica do município entre 1991 e 2004 | Variação demográfica do município entre 1991 e 2004 | Variação demográfica do município entre 1991 e 2004 |
| --------------------------------------------------- | --------------------------------------------------- | --------------------------------------------------- | --------------------------------------------------- |
| 1991                                                | 1996                                                | 2001                                                | 2004                                                |
| 742                                                 | 822                                                 | 800                                                 | 925                                                 |